# Victoria’s Secret Fashion Show

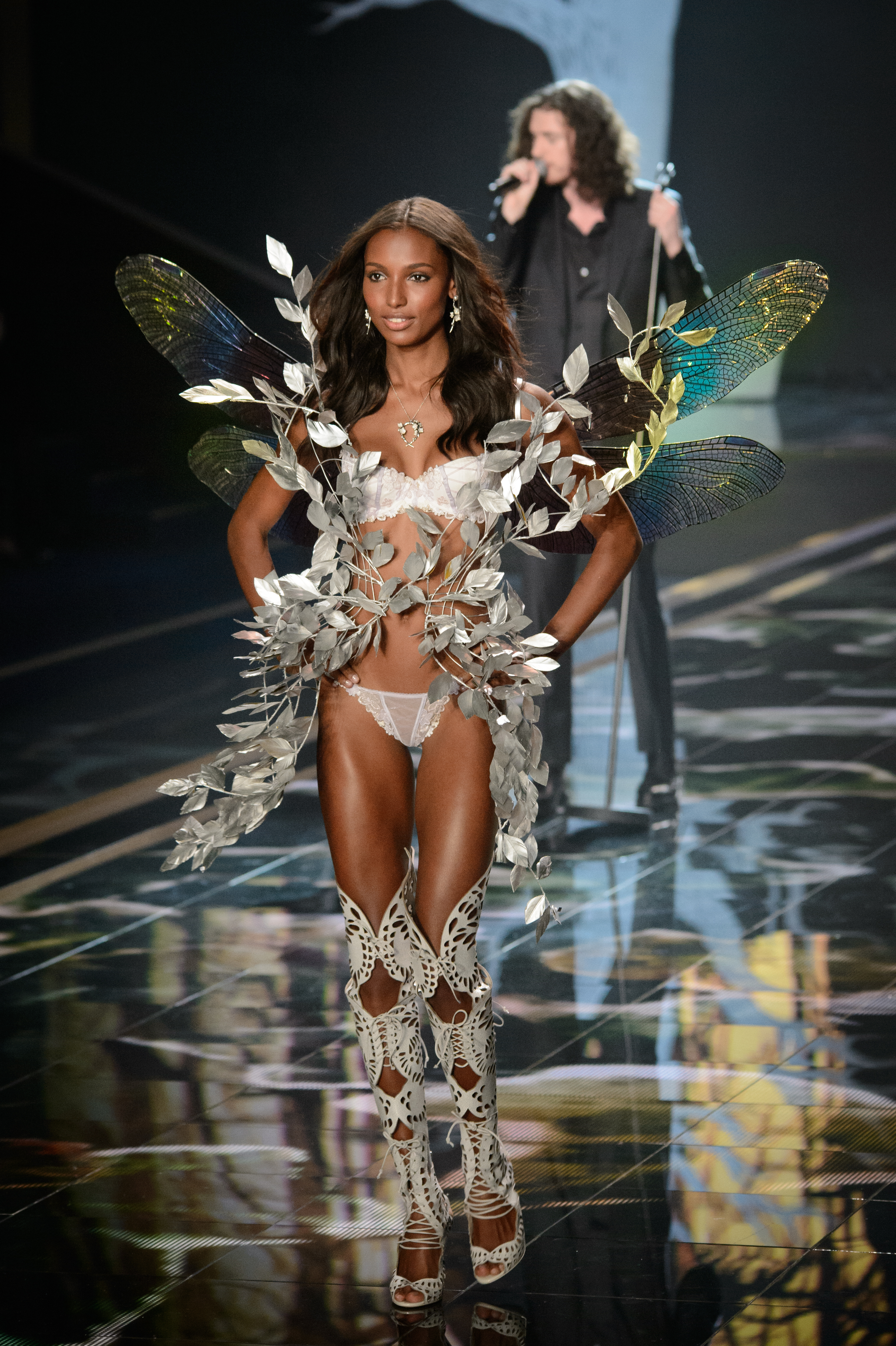
Victoria’s Secret Fashion Show (2014)

Victoria’s Secret Fashion Show – coroczny pokaz mody organizowany przez amerykańskie przedsiębiorstwo Victoria’s Secret, jedną z najbardziej ekskluzywnych firm produkujących damską bieliznę i odzież.

## Historia
Pierwsza edycja pokazu Victoria's Secret Fashion Show odbyła się w sierpniu 1995 roku w Plaza Hotel w Nowym Jorku.
Początkowo transmisję na żywo można było obejrzeć w Internecie. Ponieważ dzięki temu pokaz zyskał niemały rozgłos i popularność w Stanach Zjednoczonych oraz na świecie, organizatorzy postanowili przekształcić transmisję online w telewizyjne show, co udało się już w roku 2001. Program wyemitowany przez telewizję ABC obejrzało 12,4mln osób, co było niebywałym sukcesem.
Od 2002 roku Victoria's Secret Fashion Show jest transmitowane przez telewizję CBS.
W roku 2004 pokaz został zastąpiony trasą aniołków (Adriana Lima, Alessandra Ambrosio, Tyra Banks, Heidi Klum, Gisele Bundchen) po Ameryce.
Za organizację pokazu od lat odpowiadają Ed Razek, Monica Mitro i John Preiffer. W 2018 miał miejsce ostatni pokaz, od tego czasu show jest zawieszone. W 2023 planowany jest powrót pokazu.

## Poszczególne edycje pokazu
| Data              | Miejsce                                     | Transmisja             | Oglądalność (w mln) | Modelki | Wykonawcy                                                                                                 |
| ----------------- | ------------------------------------------- | ---------------------- | ------------------- | --- | --- |
| 1 sierpnia 1995   | Hotel Plaza, Nowy Jork                      | brak transmisji        | brak                | Angelika Kallio, Beverly Peele, Catherine McCord, Frederique van der Wal, Helena Barquilla, Ingrid Seynhaeve, Keri Claussen, Leilani Bishop, Magdalena Wróbel, Natane Adcock, Stephanie Seymour, Veronica Webb | brak występu na żywo                                                                                      |
| 6 lutego 1996     | Hotel Plaza, Nowy Jork                      | brak transmisji        | brak                | Beverly Peele, Catherine McCord, Frederique van der Wal, Leilani Bishop, Stephanie Seymour, Carrie Salmon, Helena Christensen, Naomi Campbell, Tyra Banks, Karen Mulder, Yasmeen Ghauri | brak występu na żywo                                                                                      |
| 7 lutego 1997     | Hotel Plaza, Nowy Jork                      | brak transmisji        | brak                | Frederique van der Wal, Ingrid Seynhaeve, Stephanie Seymour, Carrie Salmon, Helena Christensen, Naomi Campbell, Tyra Banks, Esther Cañadas, Laetitia Casta, Yasmeen Ghauri, Tricia Helfer, Heidi Klum, Vendela Kirsebom Thomessen, Georgianna Robertson, Rebecca Romijn, Claudia Schiffer, Karen Mulder | brak występu na żywo                                                                                      |
| 3 lutego 1998     | Hotel Plaza, Nowy Jork                      | brak transmisji        | brak                | Keri Claussen, Natane Adcock, Stephanie Seymour, Carrie Salmon, Naomi Campbell, Tyra Banks, Laetitia Casta, Tricia Helfer, Heidi Klum, Bridget Hall, Jaime King, Valeria Mazza, Annie Morton, Karen Mulder, Chandra North, Daniela Pestova, Ines Rivero, Chrystèle Saint Louis Augustin, Karen Mulder | brak występu na żywo                                                                                      |
| 3 lutego 1999     | restauracja Cipriani Wall Street, Nowy Jork | broadcast.com          | ponad 2             | Leilani Bishop, Natane Adcock, Stephanie Seymour, Tyra Banks, Laetitia Casta, Heidi Klum, Jaime King, Karen Mulder, Daniela Pestova, Ines Rivero, Elsa Benitez, Gisele Bündchen, Ana Claudia Michels, Trish Goff, Eva Herzigová, Kirsty Hume, Kiara Kabukuru, Carmen Kass, Hollyanne Leonard, Adriana Lima, Frankie Rayder, Eugenia Silva | brak występu na żywo                                                                                      |
| 18 maja 2000      | Cannes, Francja                             | webcast                | brak danych         | Ingrid Seynhaeve, Stephanie Seymour, Naomi Campbell, Tyra Banks, Laetitia Casta, Heidi Klum, Karen Mulder, Daniela Pestova, Ines Rivero, Gisele Bündchen, Ana Claudia Michels, Trish Goff, Eva Herzigová, Carmen Kass, Adriana Lima, Frankie Rayder, Alessandra Ambrosio, Mini Anden, Danita Angell, Aurelie Claudel, Haylynn Cohen, Rhea Durham, Karolína Kurková, Angela Lindvall, Oluchi Onweagba, Caroline Ribeiro, Fernanda Tavares | brak występu na żywo                                                                                      |
| 13 listopada 2001 | Bryant Park, Nowy Jork                      | 15 listopada 2001, ABC | 12,4                | Tyra Banks, Heidi Klum, Bridget Hall, Daniela Pestova, Ines Rivero, Gisele Bündchen, Trish Goff, Eva Herzigová, Adriana Lima, Alessandra Ambrosio, Mini Anden, Aurelie Claudel, Rhea Durham, Karolína Kurková, Caroline Ribeiro, Fernanda Tavares, Karen Elson, Emma Heming, Anouck Lepere, Audrey Marnay, Diana Meszaros, Omahyra Mota, Rie Rasmussen, Maggie Rizer, Molly Sims, Alek Wek | Mary J. Blige Andrea Bocelli                                                                              |
| 14 listopada 2002 | Lexington Avenue Armory, Nowy Jork          | 20 listopada 2002, CBS | 10,5                | Naomi Campbell, Tyra Banks, Heidi Klum, Bridget Hall, Gisele Bündchen, Carmen Kass, Adriana Lima, Frankie Rayder, Alessandra Ambrosio, Karolína Kurková, Oluchi Onweagba, Caroline Ribeiro, Fernanda Tavares, Michelle Alves, Caitriona Balfe, Ana Beatriz Barros, Letícia Birkheuer, Dewi Driegen, Reka Ebergenyi, Lindsay Frimodt, Ana Hickmann, Liya Kebede, Ujjwala Raut, Inga Savita, Nadine Strittmatter, Yfke Sturm, Eugenia Volodina, Raquel Zimmermann | Destiny’s Child Marc Anthony Phil Collins                                                                 |
| 13 listopada 2003 | Lexington Avenue Armory, Nowy Jork          | 19 listopada 2003, CBS | 9,4                 | Naomi Campbell, Tyra Banks, Heidi Klum, Gisele Bundchen, Carmen Kass, Adriana Lima, Frankie Rayder, Alessandra Ambrosio, Mini Anden, Karolína Kurková, Angela Lindvall, Oluchi Onweagba, Fernanda Tavares, Michelle Alves, Ana Beatriz Barros, Letícia Birkheuer, Dewi Driegen, Lindsay Frimodt, Liya Kebede, Ujjwala Raut, Eugenia Volodina, Marcelle Bittar, Isabeli Fontana, Deanna Miller, Margarita Svegzdaite, Jacquetta Wheeler | Sting Mary J. Blige Eve                                                                                   |
| 2004              | Nowy Jork, Miami, Las Vegas, Los Angeles    | brak transmisji        | brak                | Tyra Banks, Heidi Klum, Gisele Bündchen, Adriana Lima, Alessandra Ambrosio | brak występu na żywo                                                                                      |
| 9 listopada 2005  | Lexington Avenue Armory, Nowy Jork          | 6 grudnia 2005, CBS    | 8,9                 | Naomi Campbell, Tyra Banks, Heidi Klum, Gisele Bündchen, Adriana Lima, Alessandra Ambrosio, Karolína Kurková, Angela Lindvall, Oluchi Onweagba, Fernanda Tavares, Ana Beatriz Barros, Yfke Sturm, Eugenia Volodina, Raquel Zimmermann, Isabeli Fontana, Bianca Balti, Inguna Butane, Morgane Dubléd, Selita Ebanks, Izabel Goulart, Tatiana Kovylina, Doutzen Kroes, Andi Muise, Natasha Poly, Julia Stegner, Caroline Trentini, Marija Vujovic, Caroline Winberg | Chris Botti Ricky Martin Seal Rutgers University Drumline                                                 |
| 16 listopada 2006 | Kodak Theatre, Los Angeles                  | 5 grudnia 2006, CBS    | 6,8                 | Gisele Bündchen, Adriana Lima, Alessandra Ambrosio, Karolína Kurková, Angela Lindvall, Oluchi Onweagba, Ana Beatriz Barros, Raquel Zimmermann, Morgane Dubléd, Selita Ebanks, Izabel Goulart, Doutzen Kroes, Andi Muise, Natasha Poly, Julia Stegner, Caroline Trentini, Caroline Winberg, Jeisa Chiminazzo, Elise Crombez, Flavia de Oliveira, Rosie Huntington Whiteley, Miranda Kerr, Heather Marks, Ajuma Nasenyana, Katja Shchekina, Hana Soukupova, Jessica Stam | Justin Timberlake                                                                                         |
| 16 listopada 2007 | Kodak Theatre, Los Angeles                  | 4 grudnia 2007, CBS    | 7,4                 | Heidi Klum, Adriana Lima, Alessandra Ambrosio, Karolína Kurková, Angela Lindvall, Oluchi Onweagba, Eugenia Volodina, Isabeli Fontana, Morgane Dubléd, Selita Ebanks, Izabel Goulart, Andi Muise, Julia Stegner, Marija Vujovic, Caroline Winberg, Elise Crombez, Flavia de Oliveira, Rosie Huntington Whiteley, Miranda Kerr, Hana Soukupova, Jessica Stam, Lindsay Ellingson, Michaela Kocianova, Noemie Lenoir, Marisa Miller, Behati Prinsloo, Candice Swanepoel, Erin Wasson, Jessica White, Katie Wile | Spice Girls will.i.am Seal Heidi Klum                                                                     |
| 15 listopada 2008 | Fontainebleau Hotel, Miami                  | 3 grudnia 2008, CBS    | 8,7                 | Heidi Klum, Carmen Kass, Adriana Lima, Alessandra Ambrosio, Karolína Kurková, Angela Lindvall, Ana Beatriz Barros, Isabeli Fontana, Morgane Dubléd, Selita Ebanks, Izabel Goulart, Doutzen Kroes, Julia Stegner, Caroline Winberg, Flavia de Oliveira, Rosie Huntington Whiteley, Miranda Kerr, Lindsay Ellingson, Noemie Lenoir, Marisa Miller, Behati Prinsloo, Candice Swanepoel, Clara Alonso, Shannan Click, Emanuela De Paula, Erin Heatherton, Abbey Lee Kershaw, Maryna Linczuk, Sessilee Lopez, Arlenis Sosa Pena, Sarah Stephens, Lara Stone, Edita Vilkeviciute, Anna Wjalicyna | Usher Jorge Moreno                                                                                        |
| 19 listopada 2009 | Lexington Avenue Armory, Nowy Jork          | 1 grudnia 2009, CBS    | 8,3                 | Heidi Klum, Alessandra Ambrosio, Ana Beatriz Barros, Isabeli Fontana, Selita Ebanks, Izabel Goulart, Tatiana Kovylina, Doutzen Kroes, Julia Stegner, Caroline Trentini, Caroline Winberg, Rosie Huntington Whiteley, Miranda Kerr, Lindsay Ellingson, Marisa Miller, Behati Prinsloo, Candice Swanepoel, Shannan Click, Erin Heatherton, Abbey Lee Kershaw, Maryna Linczuk, Sessilee Lopez, Edita Vilkeviciute, Lily Aldridge, Kylie Bisutti, Chanel Iman, Anna Jagodzińska, Dorothea Barth Jorgensen, Anastasia Kuznetsova, Eniko Mihalik, Aminata Niaria, Anja Rubik, Lyndsey Scott, Elyse Taylor, Liu Wen | The Black Eyed Peas                                                                                       |
| 10 listopada 2010 | Lexington Avenue Armory, Nowy Jork          | 30 listopada 2010, CBS | 9                   | Adriana Lima, Alessandra Ambrosio, Karolína Kurková, Isabeli Fontana, Selita Ebanks, Izabel Goulart, Julia Stegner, Caroline Winberg, Flavia de Oliveira, Rosie Huntington Whiteley, Jessica Stam, Lindsay Ellingson, Behati Prinsloo, Candice Swanepoel, Shannan Click, Emanuela De Paula, Erin Heatherton, Maryna Linczuk, Edita Vilkeviciute, Anna Wjalicyna, Lily Aldridge, Chanel Iman, Anja Rubik, Liu Wen, Gracie Carvalho, Katsia Damankova, Lily Donaldson, Magdalena Frąckowiak, Heloise Guerin, Constance Jablonski, Jacquelyn Jablonski, Lais Ribeiro, Fabiana Semprebom, Martha Streck | Katy Perry Akon                                                                                           |
| 9 listopada 2011  | Lexington Avenue Armory, Nowy Jork          | 29 listopada 2011, CBS | 10,3                | Adriana Lima, Alessandra Ambrosio, Izabel Goulart, Doutzen Kroes, Julia Stegner, Caroline Winberg, Flavia de Oliveira, Miranda Kerr, Lindsay Ellingson, Behati Prinsloo, Candice Swanepoel, Shannan Click, Emanuela De Paula, Erin Heatherton, Maryna Linczuk, Anna Wjalicyna, Lily Aldridge, Chanel Iman, Anja Rubik, Liu Wen, Lily Donaldson, Constance Jablonski, Jacquelyn Jablonski, Lais Ribeiro, Jessica Clarke, Toni Garrn, Sui He, Bregje Heinen, Elsa Hosk, Karlie Kloss, Karmen Pedaru, Cameron Russell, Joan Smalls, Shanina Shaik, Anais Mali, Ieva Lagūna, Caroline Brasch Nielsen, | Maroon 5 Kanye West Jay-Z Nicki Minaj                                                                     |
| 7 listopada 2012  | Lexington Avenue Armory, Nowy Jork          | 4 grudnia 2012, CBS    | 9,48                | Adriana Lima, Alessandra Ambrosio, Isabeli Fontana, Izabel Goulart, Doutzen Kroes, Miranda Kerr, Lindsay Ellingson, Behati Prinsloo, Candice Swanepoel, Erin Heatherton, Lily Aldridge, Dorothea Barth Jorgensen, Liu Wen, Lily Donaldson, Magdalena Frąckowiak, Constance Jablonski, Jacquelyn Jablonski, Toni Garrn, Sui He, Bregje Heinen, Elsa Hosk, Karlie Kloss, Cameron Russell, Joan Smalls, Shanina Shaik, Cara Delevingne, Sharam Diniz, Jourdan Dunn, Barbara Fialho, Frida Gustavsson, Jessica Hart, Ieva Lagūna, Barbara Palvin, Shu Pei Qin, Hilary Rhoda, Jasmine Tookes, Maud Welzen | Rihanna Justin Bieber Bruno Mars                                                                          |
| 13 listopada 2013 | Lexington Avenue Armory, Nowy Jork          | 10 grudnia 2013, CBS   | 9,72                | Adriana Lima, Alessandra Ambrosio, Izabel Goulart, Doutzen Kroes, Lindsay Ellingson, Behati Prinsloo, Candice Swanepoel, Erin Heatherton, Maryna Linczuk, Lily Aldridge, Lily Donaldson, Magdalena Frąckowiak, Constance Jablonski, Jacquelyn Jablonski, Lais Ribeiro, Toni Garrn, Sui He, Elsa Hosk, Karlie Kloss, Joan Smalls, Cara Delevingne, Jourdan Dunn, Barbara Fialho, Jessica Hart, Ieva Lagūna, Caroline Brasch Nielsen, Hilary Rhoda, Jasmine Tookes, Sigrid Agren, Maria Borges, Cindy Bruna, Malaika Firth, Kelly Gale, Martha Hunt, Monika Jagaciak, Sara Sampaio, Josephine Skriver, Kasia Struss, Devon Windsor, Ming Xi | Taylor Swift Fall Out Boy Neon Jungle A Great Big World                                                   |
| 2 grudnia 2014    | Earls Court, Londyn                         | 9 grudnia 2014, CBS    | 9,29                | Adriana Lima, Alessandra Ambrosio, Isabeli Fontana, Izabel Goulart, Doutzen Kroes, Lindsay Ellingson, Behati Prinsloo, Candice Swanepoel, Lily Aldridge, Eniko Mihalik, Lily Donaldson, Magdalena Frąckowiak, Constance Jablonski, Jacquelyn Jablonski, Lais Ribeiro, Sui He, Bregje Heinen, Elsa Hosk, Karlie Kloss, Joan Smalls, Shanina Shaik, Jourdan Dunn, Barbara Fialho, Ieva Lagūna, Jasmine Tookes, Maud Welzen, Sigrid Agren, Maria Borges, Cindy Bruna, Kelly Gale, Martha Hunt, Monika Jagaciak, Sara Sampaio, Josephine Skriver, Kasia Struss, Devon Windsor, Ming Xi, Daniela Braga, Kate Grigoreva, Imaan Hammam, Taylor Hill, Yumi Lambert, Grace Mahary, Stella Maxwell, Blanca Padilla, Irina Sharipova, Romee Strijd | Taylor Swift Ed Sheeran Hozier Ariana Grande                                                              |
| 10 listopada 2015 | Lexington Avenue Armory, Nowy Jork          | 8 grudnia 2015, CBS    | 6,59                | Adriana Lima, Alessandra Ambrosio, Izabel Goulart, Behati Prinsloo, Candice Swanepoel, Lily Aldridge, Lily Donaldson, Magdalena Frąckowiak, Constance Jablonski, Jacquelyn Jablonski, Lais Ribeiro, Sui He, Elsa Hosk, Joan Smalls, Shanina Shaik, Barbara Fialho, Jasmine Tookes, Maud Welzen, Maria Borges, Cindy Bruna, Martha Hunt, Monika Jagaciak, Sara Sampaio, Josephine Skriver, Devon Windsor, Ming Xi, Daniela Braga, Kate Grigoreva, Taylor Hill, Yumi Lambert, Stella Maxwell, Romee Strijd, Leomie Anderson, Kendall Jenner, Sanne Vloet, Gracie Carvalho, Bruna Lirio, Vita Sidorkina, Flavia Lucini, Gigi Hadid, Pauline Hoarau, Valery Kaufman, Rachel Hilbert, Megan Puleri, Leila Nda, Bridget Malcolm | Ellie Goulding Selena Gomez The Weeknd                                                                    |
| 30 listopada 2016 | Grand Palais, Paryż                         | 5 grudnia 2016, CBS    | 6,67                | Adriana Lima, Alessandra Ambrosio, Lily Aldridge, Elsa Hosk, Jasmine Tookes, Josephine Skriver, Lais Riberio, Martha Hunt, Romee Strijd, Sara Sampaio, Stella Maxwell, Taylor Hill, Rachel Hilbert, Zuri Tibby, Bella Hadid, Gigi Hadid, Kendall Jenner, Joan Smalls, Maria Borges, Devon Windsor, Izabel Goulart, Georgia Fowler, Kate Grigorieva, Barbara Fialho, Megan Williams, Liu Wen, Alanna Arrington, Bridget Malcolm, Camille Rowe, Leomie Anderson, Brooke Perry, Cindy Bruna, Lais Oliveira, Valery Kaufman, Herieth Paul, Sui He, Luma Grothe, Leila Nda, Flavia Lucini, Dilone, Sanne Vloet, Daniela Braga, Kelly Gale, Maggie Laine, Ming Xi, Jourdana Elizabeth, Lily Donaldson, Keke Lindgard, Grace Elizabeth, Xiao Wen Yu, Lameka Fox, Irina Shayk | Lady Gaga Bruno Mars The Weeknd                                                                           |
| 20 listopada 2017 | Mercedes-Benz Arena, Szanghaj               | 28 listopada 2017 CBS  | 4,98                | Adriana Lima, Aiden Curtiss, Alanna Arrington, Alecia Morais, Alessandra Ambrosio, Alexina Graham, Amilna Estevão, Barbara Fialho, Bella Hadid, Blanca Padilla, Bruna Lirio, Candice Swanepoel, Cindy Bruna, Daniela Braga, Devon Windsor, Dilone, Elsa Hosk, Estelle Chen, Frida Aasen, Georgia Fowler, Gizele Oliveira, Grace Bol, Grace Elizabeth, Herieth Paul, Jasmine Tookes, Josephine Skriver, Jourdana Phillips, Karlie Kloss, Kelly Gale, Lais Ribeiro, Lameka Fox, Leila Nda, Leomie Anderson, Lily Aldridge, Liu Wen, Maggie Laine, Maria Borges, Martha Hunt, Megan Williams, Ming Xi, Nadine Leopold, One Wang Yi, Romee Strijd], Roosmarijn de Kok, Samile Bermannelli, Sanne Vloet, Sara Sampaio, Stella Maxwell, Sui He, Taylor Hill, Vanessa Moody, Victoria Lee, Xiao Wen Ju Xin Xie, Zuri Tibby                                                                               | Harry Styles Miguel Jontel Pimentel Li Yundi Leslie Odom Jr. Jane Zhang                                   |
| 8 listopada 2018  | Pier 94, Nowy Jork                          | 18 listopada 2018, ABC | 3,27                | Adriana Lima, Aiden Curtiss, Alanna Arrington, Alannah Walton, Alexina Graham, Barbara Fialho, Barbara Palvin, Behati Prinsloo, Bella Hadid, Candice Swanepoel, Cheyenne Carty, Cindy Bruna, Devon Windsor, Duckie Thot, Elsa Hosk, Estelle Chen, Frida Aasen, Georgia Fowler, Gigi Hadid, Gizele Oliveira, Grace Bol, Grace Elizabeth, Herieth Paul, Iesha Hodges, Isilda Moreira, Jasmine Tookes, Josephine Skriver, Josie Canseco, Jourdana Phillips, Kelly Gale, Kelsey Merritt, Kendall Jenner, Lais Ribeiro, Lameka Fox, Leomie Anderson, Liu Wen, Lorena Rae, Maggie Laine, Maia Cotton, Martha Hunt, Mayowa Nicholas, Megan Williams, Melie Tiacoh, Ming Xi, Myrthe Bolt, Nadine Leopold, Romee Strijd, Sadie Newman, Sara Sampaio, Shanina Shaik, Sofie Rovenstine, Stella Maxwell, Subah Koj, Sui He, Taylor Hill, Toni Garrn, Willow Hand, Winnie Harlow, Yasmin Wijnaldum, Zuri Tibby | Shawn Mendes, Rita Ora, The Chainsmokers, Bebe Rexha, Halsey, Leela James, Kelsea Ballerini, i The Struts |